# Козырево (Челябинская область)
Козырево — деревня в Красноармейском районе Челябинской области России. Входит в состав Берёзовского сельского поселения.

## География
Деревня находится на северо-востоке Челябинской области, в лесостепной зоне, к западу от озера Сыкандык, на расстоянии 9 км к юго-западу от села Миасского, административного центра района. Абсолютная высота 192 метра над уровнем моря.

## Население
| 2002 | 2010 |
| ---- | ---- |
| 77   | ↘69  |

Гендерный состав
По данным Всероссийской переписи населения 2010 года в гендерной структуре населения мужчины составляли 53,6 %, женщины — 46,4 %.
Национальный состав
Согласно результатам переписи 2002 года, в национальной структуре населения русские составляли 95 %.